# Platja de Tablizo
La Platja de Tablizo està en el concejo de Valdés, en l'occident del Principat d'Astúries (Espanya) i pertany al poble de Tablizo. Forma part de la Costa Occidental d'Astúries i està enmenmarfcada en el Paisatge Protegit de la Costa Occidental d'Astúries.

## Descripció
La seva forma és recta, té una longitud d'uns 230 m i una amplària mitjana de 15 m. L'entorn és pràcticament verge i una perillositat mitjana. El jaç és mixt i està format per pissarra i zones de sorres feldespátiques de color torrat i gra mitjà. L'ocupació i urbanització són escasses.
L'accés a aquesta platja té una certa complicació: En primer lloc s'ha de localitzar el poble de «Tablizo» i, a més, la platja es troba molt propera al cap Bust. Des de la part més occidental de Tablizo surt un camí de terra que condueix a la platja. Para això cal deixar enrere les vies del ferrocarril i a uns 200 m del cartell indicador del poble cal recórrer uns 900 m per una pista que sol estar inundada en el seu últim tram per un rierol molt cabalós.
La platja té una desembocadura fluvial i un pedrer d'uns 200 m en la seva part més occidental que solament és accessible en baixamar. Sol niar en aquesta platja un bon esbart de cormorán moñudo. La platja manca de qualsevol servei sent les activitats més recomanades la pesca esportiva a canya i la submarina. Cal prendre precaucions a les zones de la platja que tenen fang per les possibles relliscades i caigudes sobre la roca.